# Сесіліо Акоста
Сесіліо Акоста (ісп. Cecilio Acosta; 1 лютого 1818, Сан-Дієго де Лос-Альтос — 8 липня 1881, Каракас) — венесуельський гуманіст, юрист, журналіст, філософ, письменник і поет.
Народився в маленькому селі Сан-Дієго де Лос Альтос. Його батьками були Ігнасіо Акоста і Хуан Маргарита Ревете Мартінес. Першим його вчителем був отець Маріано Фернандес Фортіке. У 1831 році він почав навчання в семінарії Трідентіно-де-Санта-Роза в Каракасі. У 1840 році залишив університет, відмовившись від своєї духовної кар'єри, і перейшов до Академії математики. Потім він вивчав філософію і право в Центральному університеті Венесуели (Universidad Central de Venezuela). У 1846—1847 роках почав публікувати есе в журналах La Epoca і El Centinela de la Patria. У 1908—1909 роках видано п'ять томів зібраних творів письменника.
У 1937 році його останки були перенесені в Національний пантеон Венесуели.